# Château de Marvão
Le château de Marvão est un forteresse médiévale situé dans la freguesia de Santa Maria de Marvão (pt), sur le territoire de la municipalité de Marvão (district de Portalegre, Portugal),.
Le château est situé dans le parc naturel de la Serra de São Mamede, sur le versant nord de la chaîne de montagnes, en position dominante sur la ville et stratégiquement situé sur la ligne frontalière, contrôlant, dans le passé, le passage de la rivière Sever, un affluent du Tage. Ce fait lui a garanti l'attention de plusieurs monarques, exprimée dans plusieurs campagnes de remodelage, qui ont donné au monument son aspect actuel. Il est classé Monument national depuis 1922.

## Historique
On sait peu de choses sur l'occupation humaine précoce de son site, peut-être un castro préhistorique. À l'époque de la conquête romaine de la péninsule Ibérique, certains auteurs soutiennent qu'il s'agissait de la colonie romanisée que les Lusitaniens appelaient Medóbriga, qui, objet d'un conflit entre les forces de Pompée et de Jules César, fut conquise par les troupes de ce dernier sous le commandement du propréteur Caius Cassius Longinus, au milieu du Ier siècle apr. J.-C. L'intérêt pour la colonie provenait principalement de sa proximité avec la voie romaine qui reliait Norba Cesarina (aujourd'hui Cáceres) à Escálabis (aujourd'hui Santarém), à la hauteur du pont qui traversait la rivière Sever (Ponte da Portagem).
Bien qu'il n'y ait pas d'autres informations sur la période des invasions des Suèves, des Wisigoths et des musulmans, entre 876 et 877 Ibn Marwan s'y installa, et le lieu était déjà connu au Xe siècle sous le nom d'Amaia d'Ibn Marwan ou Forteresse d'Amaia.

### Le château médiéval
Dans le cadre de la conquête d'Alcácer do Sal, Afonso Henriques prit la ville aux Maures entre 1160 et 1166. Lorsque la frontière de Castelo Branco fut délimitée (1214), Marvão faisait déjà partie du territoire portugais. Sanche II lui accorda une charte en 1226, visant à maintenir cette sentinelle avancée du territoire peuplée et défendue contre les incursions répétées de Castille à cette époque.

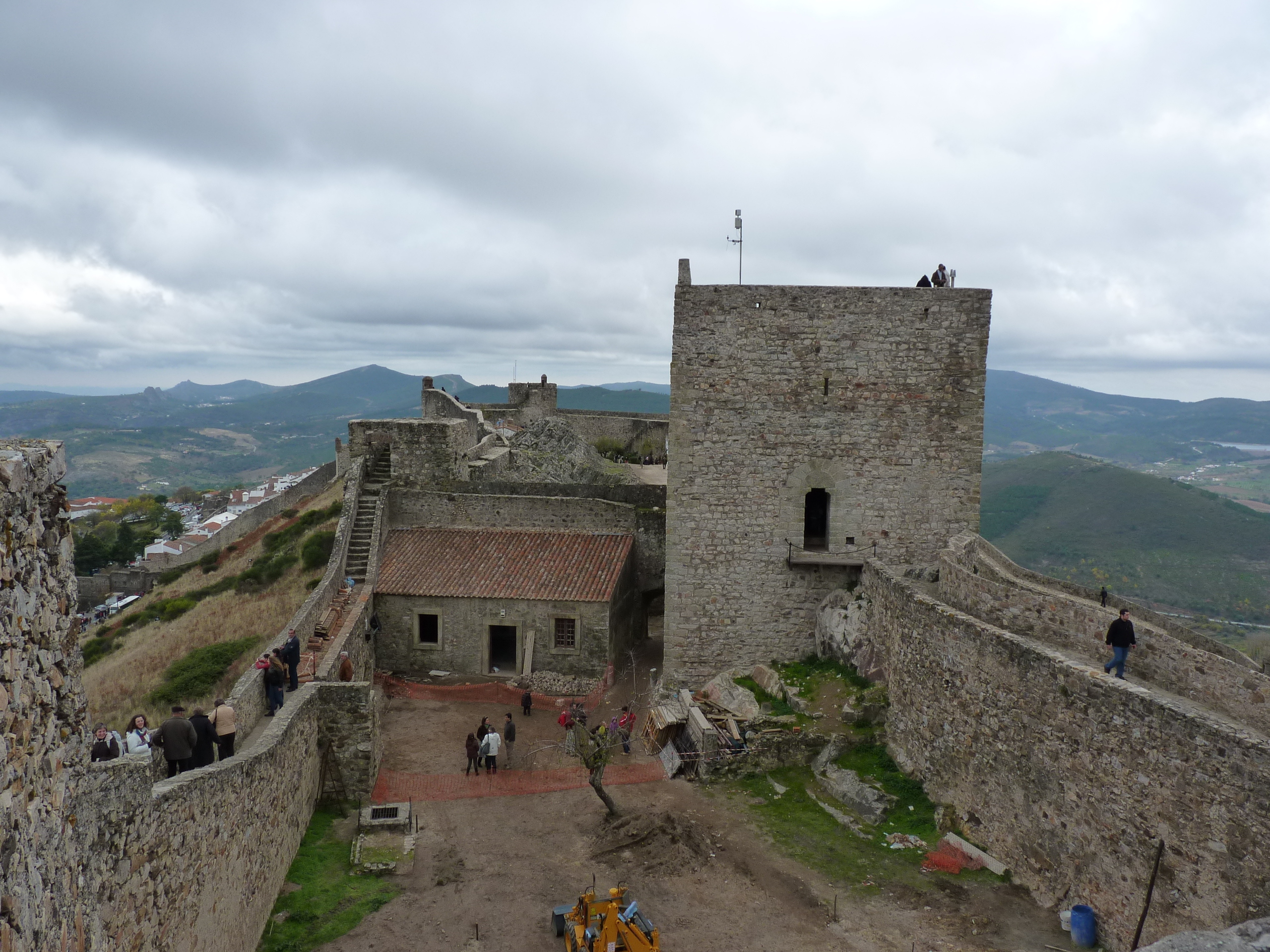

Le roi Alphonse III (1248-1279) fit don des domaines de Marvão aux Chevaliers de l'Ordre de Malte en 1271, concédés plus tard à son fils, Afonso Sanches, ainsi que des seigneuries d'Arronches, Castelo de Vide et Portalegre. De ce fait, au début du règne du roi Denis Ier, la ville et son château furent impliqués dans le conflit entre le souverain et le prince Alphonse de Portugal, et furent conquis par les forces du souverain en 1299. À l'issue du conflit, les domaines de Marvão, Portalegre et Arronches furent échangés contre ceux de Sintra et d'Ourém, le premier restant en possession du souverain. Ce dernier confirma la charte de 1226 à Marvão et entreprit des travaux d'agrandissement et de renforcement des défenses, notamment la construction du donjon, commencée en 1300.
Sous le règne du roi Ferdinand Ier, Marvão devint un « couto de homiziados » (1378). Après sa mort, lors de la crise portugaise de 1383-1385, la ville et son château se rangèrent du côté de la Maison d'Aviz Jean Ier. Le nouveau souverain et ses successeurs accordèrent à la ville plusieurs privilèges (1407, 1436 et 1497) dans le même but d'accroître sa population et sa défense. Durant cette période, des renforcements furent également entrepris sur les remparts, comme en témoigne la présence de cubelos (tours circilaires) datant des XVe et XVIe siècles.

### De la guerre de Restauration à nos jours
Lors de la restauration de l'indépendance portugaise, dans le contexte de la guerre qui s'ensuivit, les défenses de Marvão furent remodelées, adaptées aux progrès de l'artillerie de l'époque. La première phase de ces travaux eut lieu entre 1640 et 1662, lorsque l'abbé Dom João Dama entreprit la reconstruction d'une partie des remparts et des barbacanes en ruines, répara les portes du château et effectua d'autres réparations nécessaires à la préservation et à la défense de la ville. Alors qu'elle était encore en construction, elle fut attaquée par les forces espagnoles (1641 et 1648), combattant activement avec la ville voisine de Valencia de Alcántara, jusqu'à sa conquête par les forces de António Luís de Menezes en 1644.

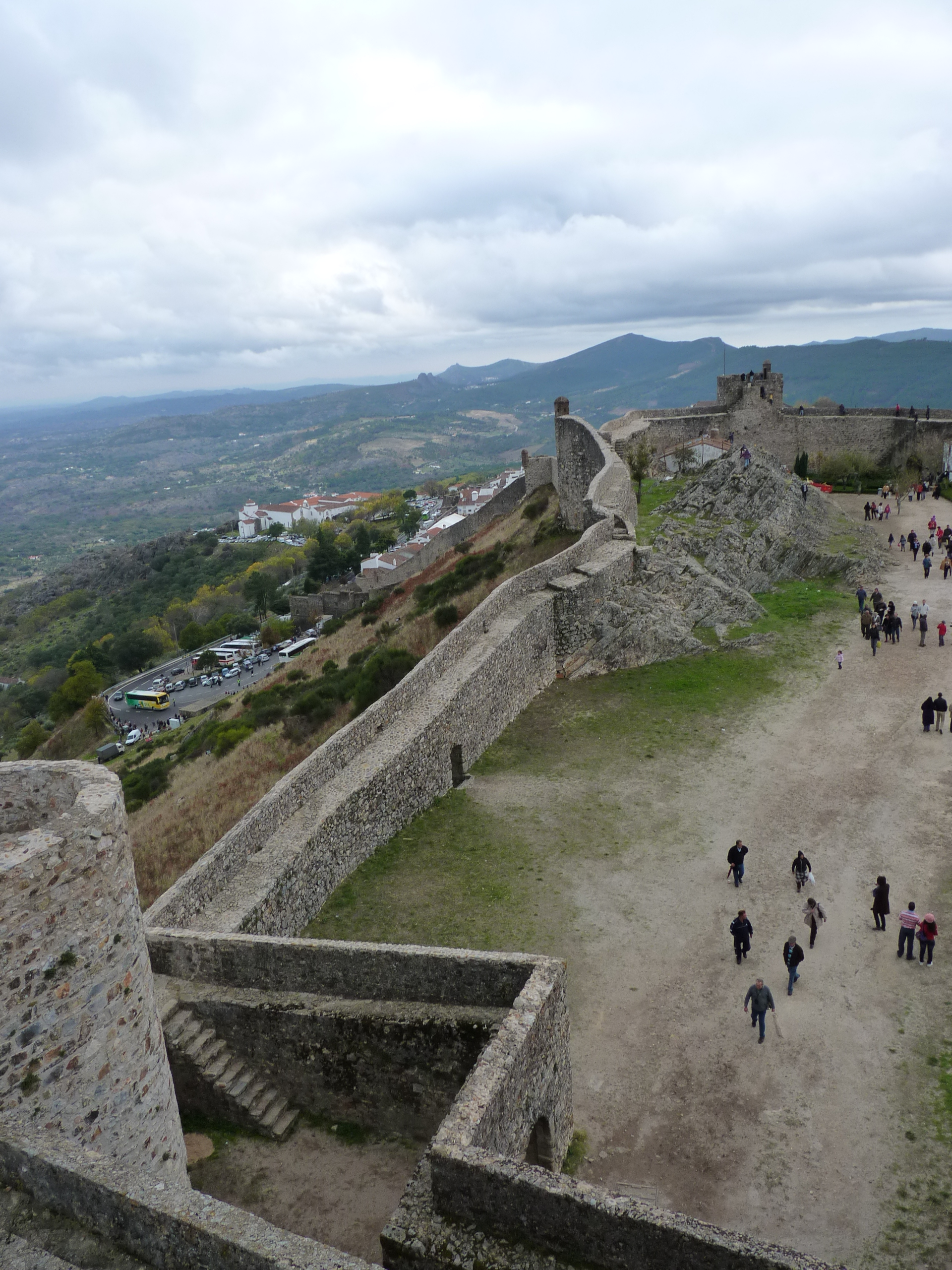

Au début du XVIIIe siècle, la forteresse de Marvão fut conquise par l'armée espagnole en 1704, pour être reprise par les troupes portugaises sous le commandement du comte de São João en 1705. Un nouvel assaut espagnol sur la ville eut lieu des décennies plus tard, en 1772. Pendant la guerre d'indépendance espagnole, au début du XIXe siècle, elle fut occupée par les troupes françaises, après avoir été libérée en 1808. Plus tard, pendant la guerre civile portugaise, elle fut occupée par les forces libérales le 12 décembre 1833, subissant le siège des troupes miguelistes l'année suivante.
Le château a été classé monument national par décret du 4 juillet 1922. L'intervention du gouvernement, initiée par la Direction générale des bâtiments et monuments nationaux (DGEMN), a débuté en 1938 avec des travaux de réparation, de rénovation, de reconstruction, de désinfection, de nettoyage et de peinture, qui se poursuivent encore aujourd'hui. Depuis lors, grâce au soutien de la Ligue des amis du château de Marvão et de la mairie, ce site patrimonial est bien entretenu. Des visites guidées du site archéologique de l'armurerie, situé sur le domaine du château, sont proposées aux visiteurs.

## Caractéristiques

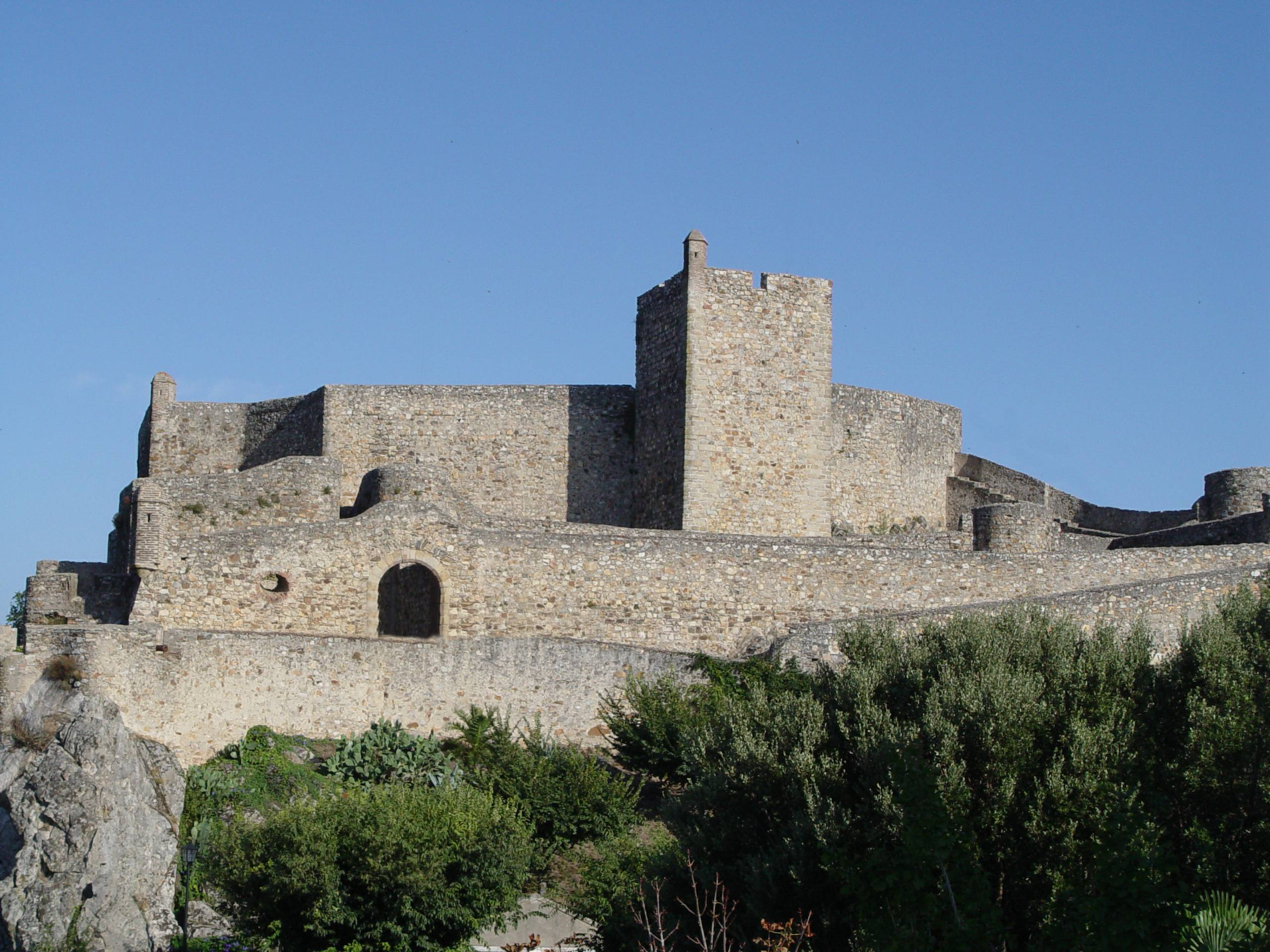

Le château de Marvão se dresse sur une crête de quartzite, à 850 m d'altitude, enserrant la ville médiévale dans ses remparts. Ses remparts, renforcés par des tours, sont disposés en lignes défensives concentriques :
- la ligne intérieure, renforcée par deux tours et un cubelo, dominée par le donjon, de plan carré, qui lui est accolé ;
- la ligne intermédiaire, couronnée de créneaux et renforcée par des tours massives ;
- la ligne extérieure, formée par la barbacane, d'où part l'enceinte qui entoure la colline et la ville. L'adaptation de cette défense à la fin du XVIIe siècle transforma le château en citadelle ou fortification bastionnée, avec des embrasures sur les toits permettant des tirs d'artillerie à ras de terre.

## Galerie

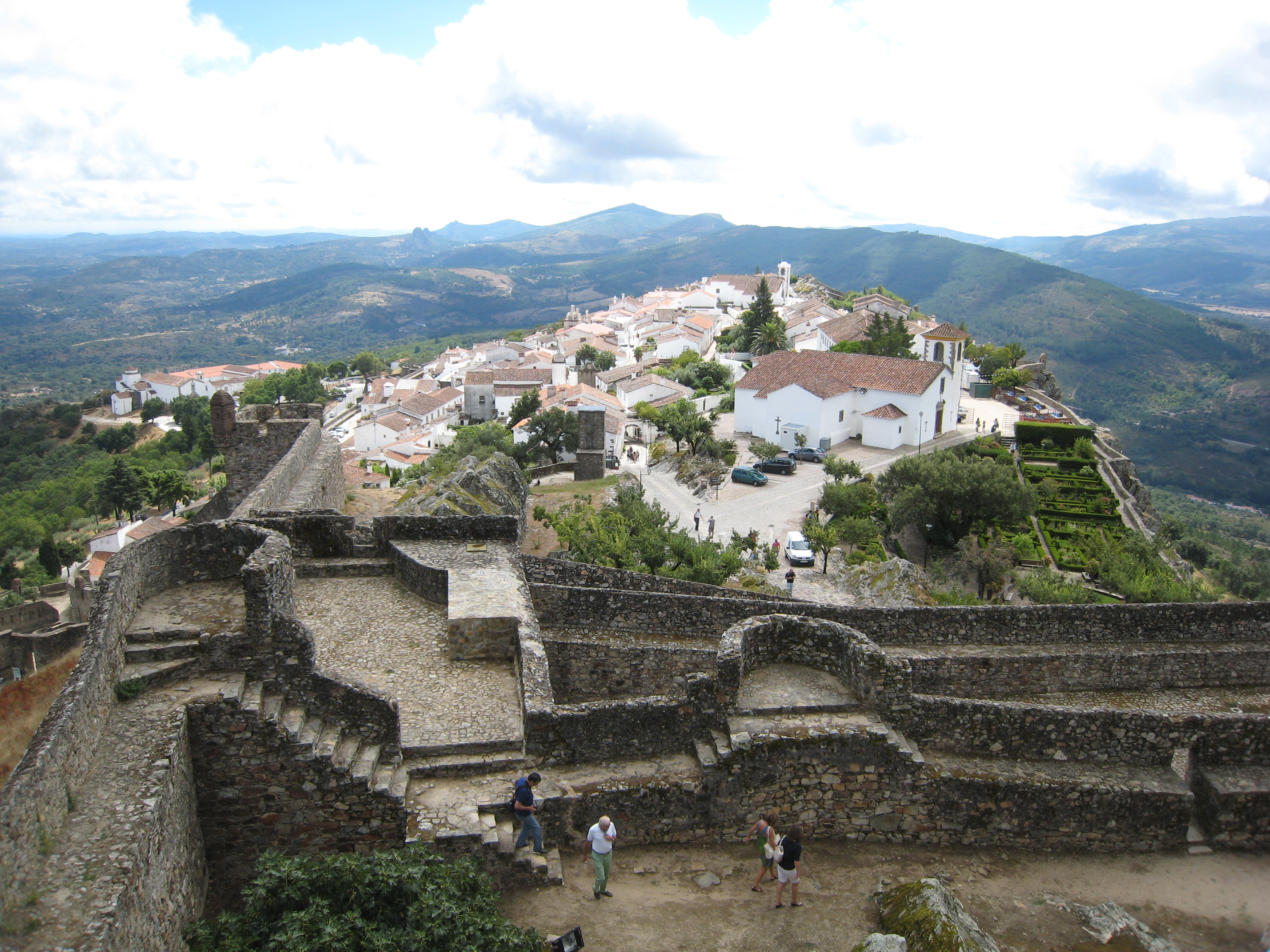
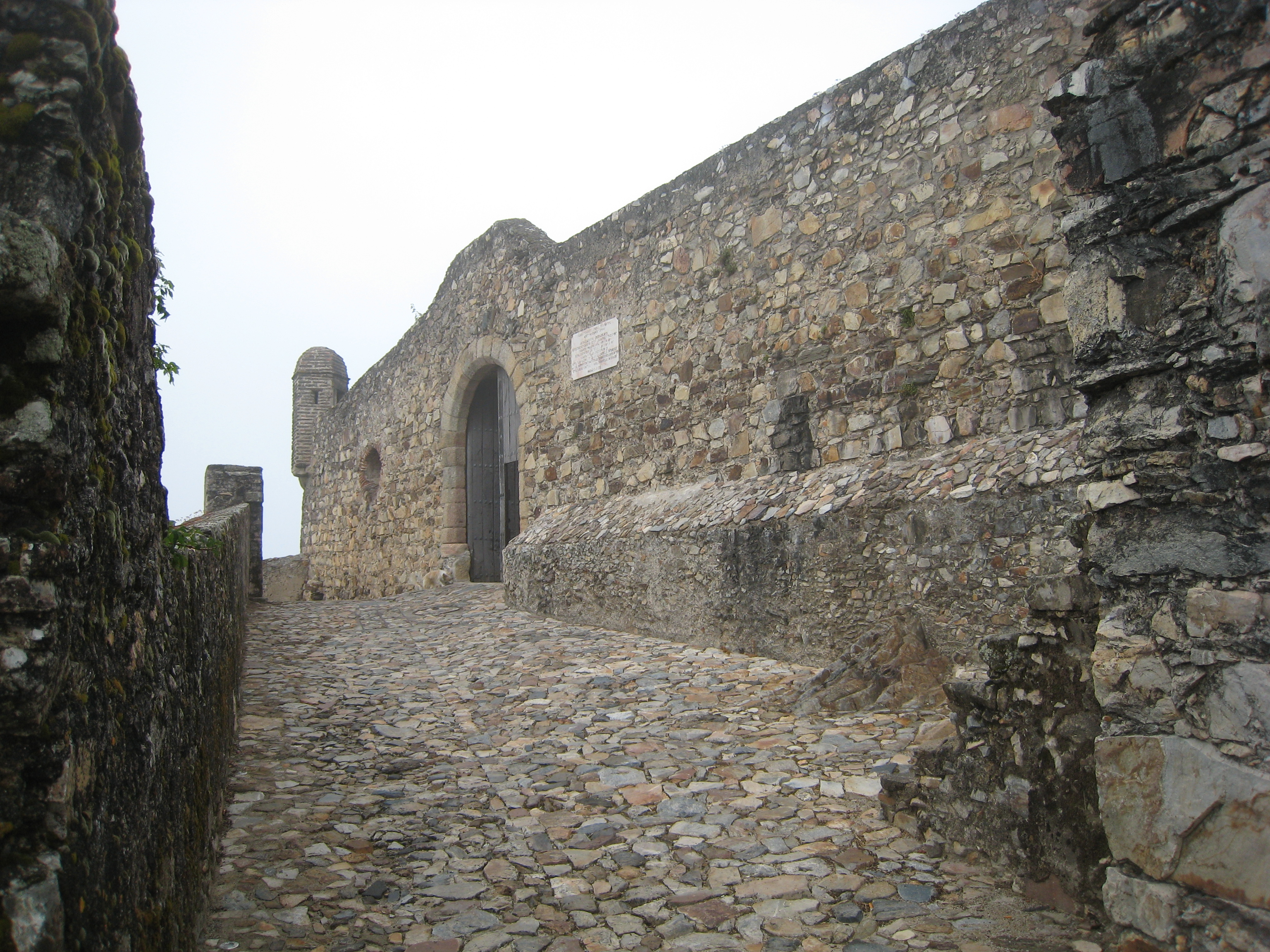